# Mihna
Die Mihna (arabisch محنة, DMG miḥna ‚Prüfung‘) war eine zur Zeit der abbasidischen Kalifen al-Ma'mūn, Mu'tasim und al-Wāthiq bi-'llāh  praktizierte Form der Inquisition, bei der die betreffenden Personen gezwungen wurden, sich zur staatlich proklamierten Lehre von der „Erschaffenheit des Korans“ (chalq al-qurʾān) zu bekennen. Die Mihna wurde kurz vor dem Tod von al-Ma'mūn im Jahre 833 eingesetzt und erst im Jahr 849 unter al-Mutawakkil beendet.

## Hintergrund
Hintergrund der Mihna waren die Diskussionen über das Wesen des Korans im frühen Abbasidenstaat. Während die meisten Traditionsgelehrten davon ausgingen, dass der Koran das unerschaffene Wort Gottes sei, bekräftigten mehrere Anhänger der Muʿtazila die Lehre von der Erschaffenheit des Korans. Zu den Muʿtaziliten, von denen bekannt ist, dass sie dieser Lehre anhingen, gehörte unter anderem der kufische Theologe Ibn ʿUlaiya (st. 833) sowie Abū l-Hudhail.
Nachdem al-Ma'mūn 819 von Merw nach Bagdad übergesiedelt war, zog er mehrere muʿtazilitische Theologen an seinen Hof, darunter auch Abū l-Hudhail. Im Sommer 827 erklärte al-Ma'mūn die Lehre von der Erschaffenheit des Korans zur Staatsdoktrin. Nur wenige Monate vor seinem Tod im Jahre 833 veranlasste er von Syrien aus, wo er sich zum Glaubenskrieg befand, dass die Rechts- und Religionsgelehrten der Hauptstadt, vor allem solche, die ein öffentliches Amt bekleideten, einen Eid auf die Lehre von der Erschaffenheit des Korans leisten sollten. Damit setzte er die Mihna in Gang.

## Durchführung
In der damaligen Hauptstadt Bagdad wurden sieben Richter geprüft und als sie sich als glaubensfest erwiesen hatten, beauftragt, 30 weitere Richter einer solchen Prüfung zu unterziehen. Von zwei Gelehrten, nämlich Ahmad ibn Hanbal und Muhammad ibn Nūh al-ʿIdschlī, ist bekannt, dass sie weiterhin an dem Koran als ewiges und unerschaffenes Wort Gottes festhielten und die Glaubensauffassung der Mu'taziliten ablehnten. Beide Gelehrten wurden zuerst in Ketten gelegt und entgingen nur deshalb der Hinrichtung, weil der Kalif bald darauf starb. Des Weiteren wurden vom Kalifen in die anderen Zentren des Reiches Briefe gesandt, die auch dort eine Glaubensprüfung wie in Bagdad anordneten.
Nach dem Tode von al-Ma'mūn im Jahre 833 führte der Kalif Mu'tasim († 843) und dessen Sohn al-Wathiq bi-llah († 847) die Mihna weiter. Ahmad ibn Hanbal wurde im September 835 erneut vorgeladen. Nachdem er sich wieder geweigert hatte, die Erschaffenheit des Korans anzuerkennen, wurde er geschlagen und für zwei Jahre inhaftiert. Die Mihna traf noch einige andere Hadith-Gelehrte, so Nuʿaim ibn Hammād, der 838 verhaftet wurde. Auch Asketen wurden während der Mihna in Bagdad gefangen gesetzt wie zum Beispiel der Ägypter Dhū n-Nūn al-Misrī († 861). Besonders schlimm erging es dem Bagdader Notabeln Ahmad ibn Nasr al-Chuzāʿī, der unter al-Wāthiq gewaltsam gegen die Lehre von der Erschaffenheit des Korans vorgehen wollte. Er wurde 846 vom Kalifen eigenhändig hingerichtet.
Selbst im nordafrikanischen Vasallenstaat der Aghlabiden setzte man Gegner der Lehre vom erschaffenen Koran gefangen, wie etwa den mālikitischen Gelehrten Sahnūn ibn Saʿīd. Für die Muʿtaziliten war diese Inquisition eher kontraproduktiv. Sie galten fortan als Komplizen des Unrechtsregimes, das für die Mihna verantwortlich war. Hadith-Gelehrte, die das in der Mihna geforderte Bekenntnis zur Geschaffenheit des Korans verweigerten und deshalb bestraft wurden, genossen umgekehrt bei der Bevölkerung höheres Prestige als je zuvor.
Erst unter dem Kalifat von al-Mutawakkil (847–861) wurde die Mihna beendet, und es fand eine antirationalistische Reaktion statt. Die religionspolitische Wende erfasste auch das Aghlabiden-Emirat. Hier erhielt der während der Mihna inhaftierte Sahnūn 849 die Position des obersten Kadi. Er ging rigide gegen Muʿtaziliten vor und ließ einen von ihnen sogar zu Tode peitschen.

## Nachwirkungen der Mihna in Ifrīqiya
Die Nachwirkungen der Mihna bzw. der Gegenbewegung sind noch mehrere Jahrzehnte später im geistigen Zentrum von Ifrīqiya – in Qairawān – dokumentiert. Auf einem Grabstein des Kairouaner Friedhofs vom Januar 905 steht neben den Angaben über den Verstorbenen und nach dem obligatorischen Glaubensbekenntnis der Zusatz: Der Koran ist Gottes Wort und unerschaffen. Fast hundert Jahre später, auf einem weiteren Grabstein desselben Friedhofs vom Juli 1002 steht der Zusatz: Gott der Erhabene wird am Tag der Auferstehung zu erblicken sein. Auch hiermit demonstrierte man gegen die Leugnung der Gottesschau nafy ar-ru'ya / نَفْي الرؤية / nafy ar-ruʾya durch die Mu'tazila. Die Gegner der mu'tazilitischen Glaubenslehre haben es verstanden, die „Ketzer“ nach Maßstäben des islamischen Rechts zu verurteilen: Anhänger des  chalq al-Koran / خلق القرآن / ḫalq al-Qurʾān / ‚der Erschaffenheit des Korans‘, die Leugner der Gottesschau und diejenigen, die den Koranvers „… und mit Mose hat Gott wirklich gesprochen“ (Sure 4, Vers 164) hinterfragten, waren nach Ansicht Ibn Hanbals und seiner Anhänger Apostaten, deren Tötung ein Gebot Gottes sei.

## Mihna-Hagiographie
Nach dem Ende der Mihna entstand im Osten eine Mihna-Hagiographie. Es wurden verschiedene Werke verfasst, die davon erzählten, wie die Vertreter der Lehre von der Unerschaffenheit des Korans ihre Lehre erfolgreich vor al-Ma'mūn verteidigt hatten. Eines dieser Werke ist das Kitāb al-Ḥaida („Buch des Ausweichens“), das Josef van Ess auf das frühe 10. Jahrhundert datiert. Darin wird erzählt, wie ein gewisser ʿAbd al-ʿAzīz ibn Yahyā al-Kinānī, der ein Schüler von asch-Schāfiʿī gewesen sein soll, nach der Proklamation des Dogmas von der Erschaffenheit des Korans vor dem Kalifen ein Streitgespräch mit dem Muʿtaziliten Bischr al-Marīsī führte, bei dem er diesen durch seine Argumente, die hauptsächlich aus dem Koran stammen, so sehr in die Enge trieb, dass Bischr schließlich auf ein anderes Thema auszuweichen versuchte. Von diesem „Ausweichen“ hat das Buch seinen Titel.